# Idaea delibata
Idaea delibata là một loài bướm đêm trong họ Geometridae.